# Poruby
Poruby (ukrainisch Поруби; russisch Порубы, polnisch Poruby) ist ein kleines Dorf im Rajon Jaworiw der Oblast Lwiw im Westen der Ukraine 52 Kilometer nordwestlich der Oblasthauptstadt Lemberg und 10 Kilometer nördlich der Rajonshauptstadt Jaworiw gelegen.
Am 12. Juni 2020 wurde das Dorf ein Teil neu gegründeten Stadtgemeinde Jaworiw im Rajon Jaworiw; bis dahin bildete es zusammen mit den Dörfern Kolonyzi (Колониці), Schtscheploty (Щеплоти) und Sawadiw (Завадів) die Landratsgemeinde Sawadiw (Завадівська сільська рада/Sawadiwska silska rada) im Rajon Jaworiw.
Der Ort bestand schon während der Polnisch-Litauischen Adelsrepublik (als Teil der Woiwodschaft Ruthenien), von 1774 bis 1918 gehörte er unter seinem polnischen Namen Poruba, später Poruby zum österreichischen Kronland Galizien und war der Bezirkshauptmannschaft Jaworów unterstellt.
Nach dem Ende des Ersten Weltkrieges kam der Ort zu Polen (in die Woiwodschaft Lwów, Powiat Jaworów, Gmina Wierzbiany), wurde im Zweiten Weltkrieg kurzzeitig von der Sowjetunion und dann ab 1941 bis 1944 von Deutschland besetzt.
Nach dem Ende des Krieges wurde der Ort der Sowjetunion zugeschlagen, dort kam das Dorf zur Ukrainischen SSR und ist seit 1991 ein Teil der heutigen Ukraine.